# Bárdudvarnok
Bárdudvarnok község Somogy vármegyében, a Kaposvári járásban.

## Fekvése
Bárdudvarnok Kaposvártól alig tíz kilométerre délnyugatra a belső-somogyi dombok egyik legszebb részén, a Zselici Tájvédelmi Körzet határán terül el. A település és környéke Somogy egyik legnagyobb közigazgatási területe; több négyzetkilométeren szétszóródó tizenhat településrész tartozik hozzá, ami egyedülálló az országban.
Közigazgatási területén északkelet-délnyugat irányban áthalad a Kaposfő–Kadarkút–Lábod közti 6616-os út érintve Mihálypuszta településrészt, a település központját és az azzal szinte összeépült Bárdibükk községrészt, majd tovább dél felé Olajhegy, Szendpuszta és Nagypuszta településrészeket is. Kaposszentbenedek településrészre a falu központjában délkeletnek kiágazó 66 152-es út, Lipótfa és Bánya településrészekre a 66 168-as út, Szenna felé  pedig egy számozatlan, de szilárd burkolatú önkormányzati út vezet.

## Története
Bárdudvarnok Bárd, Lipótfa, Bánya és Szerászló egyesüléséből 1851-ben született, de a Bárdudvarnok elnevezést csak 1908-tól használják.

### Bárd
Bárd Árpád-kori település. A legrégibb okirat, amelyben neve szerepel 1229-ből maradt fenn; ez a székesfehérvári káptalan birtokaként említi. 1268-ban királyi udvarnokoknak volt földterületük a falu határában. 1332–37-ben már plébániája is volt egy pápai tizedjegyzék szerint. A 15. században a Mérey, 1447-ben a Szákosfalvi család formált jogot rá, majd 1448-ban az Osztopáni Perneszi családot iktatták itt be. 1496-ban is a Perneszieké, ekkor nevét Kwsthosbardya alakban írták. 1526-ban II. Lajos király egy részét Perneszi Ferencnek és testvéreinek, Péternek és Balázsnak adta. 1536-ban a székesfehérvári őrkanonok, 1550-ben pedig Dersffy Farkas birtokolta.
Saját körpecsétet elöljárói az 1910-es évektől használtak.

### Szerászló
Szerászlóról 1411-ből maradtak fenn a legrégibb iratok, amikor az Illyemindszenti család tulajdona volt. 1421-ben a Tamási Vajdafiak nyerték adományul. Az 1554. évi török kincstári adólajstrom szerint 2, az 1571. évi szerint 9 házból állt. Később önállósult, s községbíró vezette.

### Szentbenedek

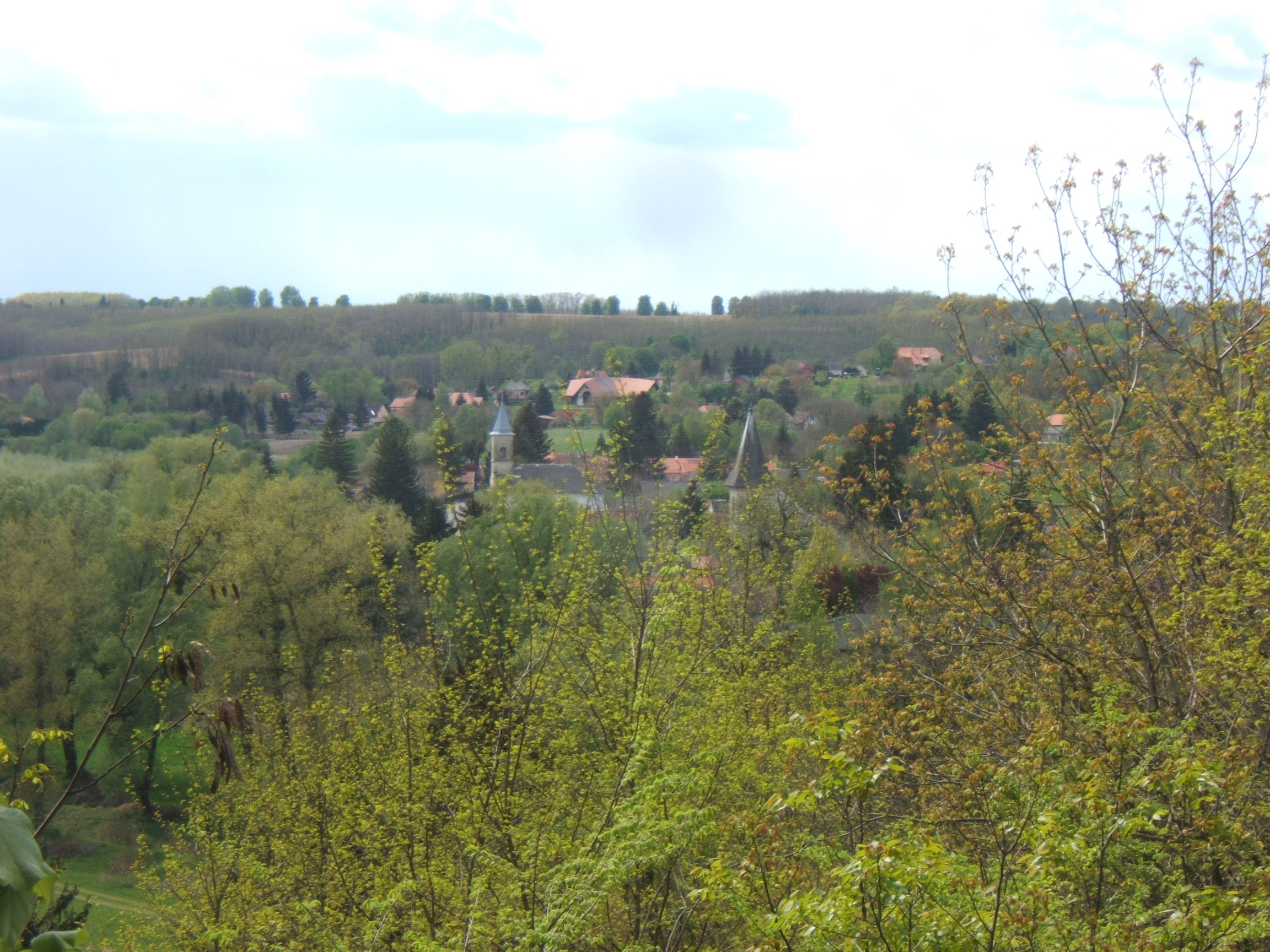
Kaposszentbenedek az egyik dombról nézve

Szentbenedeket (ma Kaposszentbenedek) 1421-ben adományozta Zsigmond király a Gereczi családnak, amely 1492-ben az ősei által alapított bencés prépostság kegyúri jogát is megkapta. A községhez tartozik Kaposdada is; a jeruzsálemi Szent János lovagrend ottani rendházáról 1244-ből maradtak fenn oklevelek.
A 19. század közepétől Goszthony Mihály és családja volt a legnagyobb birtokosa bárdibükki uradalmi központtal. Az államosítás után birtokaikból alakult a Bárdibükki Állami Gazdaság, amely az 1993. évi felszámolásig működött. Maradék területének jelenleg egy osztrák Kft. a tulajdonosa, de nem műveli, hanem bérbe adja.

### Lipótfa
Lipótfa helység már a középkorban létezett. Nevét 1456-ban Ipothfalwa alakban írták; ekkor Ipoltfalvi Miklós nyerte adományul V. László magyar királytól. Későbbi iratokban Ipoltfalua alakban szerepel. Saját víztározója van.

### Zsippó
Eredetileg Zsippópusztának hívták. Két részből áll: Öregzsippó (eredetileg ez volt Zsippó) és Újzsippó, amelyet később építettek hozzá.

### Szendpuszta
Neve egy 1403-as okiratban Zend alakban fordul elő; akkor Szilva Mihály és Rinyamelléki István kapták adományul. 1443–53-ban, valamint 1536-ban Kaposújvárhoz tartozott. 1726-ban a Lengyel és a Mérey családoké volt.

### Bánya
Periferikus településrész. Mellette a dombon üdülőfalut alakítottak ki.

## Közélete

### Polgármesterei
- 1990–1994: Forintos László (független)[3]
- 1994–1998: Forintos László (független)[4]
- 1998–2002: Forintos László (Somogyért Egyesület)[5]
- 2002–2006: Forintos László (független)[6]
- 2006–2008: Forintos László (független)[7]
- 2008–2010: Forintos László (független)[8]
- 2010–2014: Mester Balázs (Fidesz–KDNP)[9]
- 2014–2019: Mester Balázs (Fidesz–KDNP)[10]
- 2019–2024: Mester Balázs (Fidesz–KDNP)[11]
- 2024– : Ferencz Tamás (független)[1]

A településen 2008. április 27-én időközi polgármester-választást (és képviselő-testületi választást) tartottak, az előző képviselő-testület önfeloszlatása miatt. A választás hat polgármesterjelöltje között a hivatalban lévő faluvezető is elindult, és meg is nyerte azt.

## Népessége
A település népességének változása:
| Lakosok száma | 1127 | 1105 | 1098 | 1102 | 1126 | 1119 | 1136 |
|               | 2013 | 2014 | 2015 | 2021 | 2022 | 2023 | 2024 |

A 2011-es népszámlálás során a lakosok 87,1%-a magyarnak, 2% németnek, 3,9% cigánynak, 0,4% románnak mondta magát (12,4% nem nyilatkozott; a kettős identitások miatt a végösszeg nagyobb lehet 100%-nál). A vallási megoszlás a következő volt: római katolikus 51,5%, református 12,8%, evangélikus 1,1%, izraelita 0,4%, görögkatolikus 0,2%, felekezet nélküli 14,8% (18,9% nem nyilatkozott).
2022-ben a lakosság 86,6%-a vallotta magát magyarnak, 3,5% németnek, 2% cigánynak, 0,2% románnak, 0,1-0,1% horvátnak, örménynek, ruszinnak és szlováknak, 6% egyéb, nem hazai nemzetiségűnek (11,5% nem nyilatkozott; a kettős identitások miatt a végösszeg nagyobb lehet 100%-nál). Vallásuk szerint 35,2% volt római katolikus, 9,8% református, 1,2% evangélikus, 0,2% görög katolikus, 0,1% izraelita, 1,5% egyéb keresztény, 1,2% egyéb katolikus, 14,6% felekezeten kívüli (36,1% nem válaszolt).

## Nevezetességei
A kaposdadai településrészen a Jeruzsálemi Szent János lovagrend emlékére állított máltai kereszt áll, a Kaposszentbenedekhez tartozó Baráthegy lábánál pedig Szent Benedek tölgyfaszobra, amelyet a millenniumi év emlékére a bárdudvarnoki önkormányzat állított.
Kaposszentbenedeken van a falu egyetlen műemlék épülete, a református templom, valamint a helyi védettségű katolikus templom és a Szent Benedek-rendi monostor, amelyet 1994-ben szenteltek fel. A Baráthegyen valaha állt egy régi, az 1252-ben alapított premontrei prépostsághoz tartozó monostor is, melynek romjait a 21. században tárták fel.
A Szenna felé vezető átkötő út mellett terül el a Petörke-völgy, ahol tavat és üdülőövezetet alakítottak ki.
Kadarkút felé van Bárdibükk, ahol idegenforgalmi látványosság a Goszthony-kastély és impozáns parkja. Vele szemben a Goszthony-kúria, a Nemzetközi Üveg Alkotótelep, ahol 1991 óta Nemzetközi Üveg Szimpozionokat rendeznek az augusztus 20-i héten. Itt látható Goszthony Mária festő- és keramikusművész (1893–1989) emlékkiállítása és az üvegszimpozionok kiállítása. 2008 óta az üvegszimpozion programjai a falu több településrészén megrendezésre kerülő Bárdudvarnoki Kulturális Hét programjaival bővültek. A kúria utcai homlokzatán 2005-ben avatták fel a Goszthony Mária stílusában és az általa alkalmazott majolikatechnikával készült „Goszthony Kúria” kerámia falképet. Beiczer Judit keramikusművész alkotása a községben a Képző- és Iparművészeti Lektorátus által zsűrizett egyetlen köztéri műalkotás. Elhelyezésének fő célja az volt, hogy a kúriát az államra, illetve a megyei önkormányzatra hagyó Goszthony Mária kívánsága szerint „a bárdibükki kerámiaművészet hagyományai tovább ápoltassanak”. Goszthony Mária hamvai az általa 1923–24-ben építtetett bárdibükki kápolnában nyugszanak, ahol minden év augusztusának első vasárnapján tartják a Ferences rend híres búcsúját, a Porcinkula-búcsút.
A terület vonzerejét növeli az egykori Kaposvár–Barcs-vasútvonal nyomvonalán kialakított jelenlegi kerékpárút mellett a Csákberekben létesített íjászpálya és a kaposdadai dombokon elterülő, különleges fenyőfajtákat és délszaki növényritkaságokat is tartalmazó arborétum.
A bárdi településrészről az egykori vasútvonal mentén, a mai kerékpárút és a főúttal párhuzamos belső út Kadarkút irányában vezet tovább, elvezet Olajhegy közelébe, majd eléri Zsippót (ahol egy madárpark látogatható), valamint Lipótfát és Bányát, ahol üdülőfalu épült.
Bárdudvarnok térségét erdővel borított szelíd dombok és lankás völgyek váltakozása, természetes és mesterséges tavak, tiszta vizű patakok jellemzik.

## Híres emberek
- Kaposszentbenedeken született Kovács Kálmán (1930–1983) irodalomtörténész, egyetemi tanár, az irodalomtudományok kandidátusa.
- Bárdibükkön született Goszthony Mária (1893–1989) festőművész, keramikus.
- Bárdudvarnok szülötte Cey-Bert Róbert, aki a Magyar Érdemrend Lovagkeresztje, a Lazarita Rend lovagkeresztje, a Kínai konyhák és francia borok nemzetközi szimpóziumának aranydiplomája (Hongkong), a Gasztronómiai Nagyhatalmak Csúcstalálkozójának díja (Bangkok), a Gasztronómiai Világszövetség elnöki kitüntetése (Mexikóváros), a Pro Comitatu Somogy-díj és a Pesti Srác 1956-díj mellett elnyerte a Bárdudvarnok díszpolgára címet is.

## Testvértelepülés
- Csíkszentkirály, Székelyföld